# Eupithecia discipuncta
Eupithecia discipuncta là một loài bướm đêm trong họ Geometridae.